# Bahnhof Drevenack
Drevenack ist ein ehemaliger Bahnhof im gleichnamigen Ortsteil Drevenack der nordrhein-westfälischen Gemeinde Hünxe. Die Betriebsstelle an der Strecke von Haltern nach Venlo wurde zusammen mit dieser im Jahr 1874 eröffnet und trug bis 1930 die amtliche Bezeichnung Peddenberg. 1974 wurde die Strecke im Bereich Drevenack stillgelegt und der Bahnhof aufgelassen. Das Bahnhofsgelände steht unter Denkmalschutz.

## Lage und Aufbau
Der Bahnhof befindet sich im Kilometer 32,6 der stillgelegten VzG-Strecke 2002 (Haltern am See – Wesel – Büderich [– Venlo]), nördlich des Drevenacker Dorfkerns. Das Areal wird im Norden von der Bahnhofstraße und einigen Einfamilienhäusern begrenzt, vom Süden her grenzt ein Gewerbegebiet bis an die Trasse heran. Die Bahnhofsgrenzen waren in Kilometer 32,3 östlich der Überführung Dinslakener Straße (Landesstraße 1) und in Kilometer 33,5 in Höhe des Bahnübergangs Hunsdorfer Weg. Innerhalb des Bahnhofs gab es zwei weitere Bahnübergänge im Zuge der Hünxer Straße in Kilometer 32,5 sowie des Fasanenwegs in Kilometer 33,1.
Das Empfangsgebäude, die ehemalige Ladestraße sowie die Wohnhäuser der Bahnbeamten stehen nördlich der Bahntrasse. Ausgehend von Gleis 1, dem durchgehenden Hauptgleis lagen südlich davon die Hauptgleise 2 und 3 und das Nebengleis 4 als Anschlussgleis und nördlich davon die Nebengleise 5 und 6 an der Ladestraße. Der Bahnhof verfügte außerdem über zwei Stellwerke am Ost- und Westkopf, die nicht erhalten sind.

## Geschichte

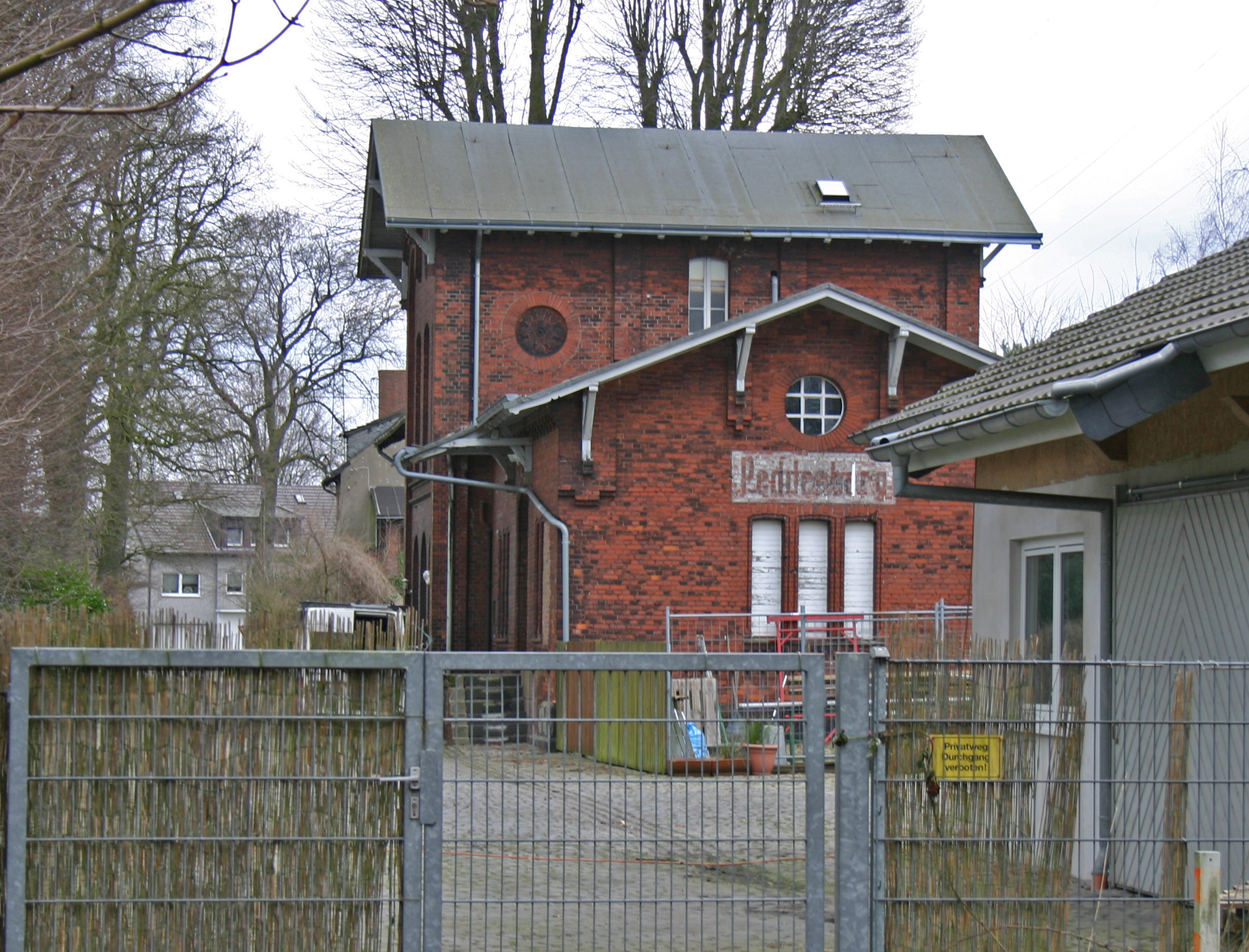
Empfangsgebäude, 2015

Bei den Planungen für die Hamburg-Venloer Bahn sah die zuständige Cöln-Mindener Eisenbahn-Gesellschaft (CME) noch keinen Halt in Drevenack vor. 1867 kam es zu einer Bürgerversammlung im benachbarten Krudenburg südlich von Drevenack, die jedoch keine Ergebnisse lieferte. Die CME sah das potentielle Einzugsgebiet der Station, bestehend aus den Gemeinden Drevenack, Krudenburg und Damm mit insgesamt 1700 Einwohnern, als zu klein an. Im Herbst 1872 wandten sich die Gemeindevertreter von Drevenack und Krudenburg mit Unterstützung des Bürgermeisters von Schermbeck erneut an die CME, nachdem ein ähnlicher Vorstoß im Sommer 1871 scheiterte. Unter Vermittlung des Landrats des Kreises Rees, Alfred Dönhoff, trugen diese der Gesellschaft erneut die Gründe für einen Bau vor. In ihren Ausführungen erweiterten sie das Einzugsgebiet um die Gemeinden Gartrop und Hünxe jenseits der Lippe und verzeichneten so eine Bevölkerung von rund 6000 Menschen. Dabei verschwiegen sie bewusst, dass Gartrop und Damm eigentlich dem Einzugsbereich von Schermbeck zugeordnet waren; Schermbeck konnte seinerseits mit einem Bahnhof rechnen. Für den Güterverkehr sollte nach Meinung der Gemeindevertreter vor allem Holz aus dem nahegelegenen Dämmer Wald umgeschlagen werden. Weiterhin verwiesen sie auf die Poststation „Auf den Peddenberg“ an der Chaussee Haltern – Wesel. Da diese nach Inbetriebnahme der Bahn wohl aufgegeben würde, sollte der Bahnhof als Ersatz dienen. Die Argumente stießen bei der CME auf positive Resonanz; ein halbes Jahr darauf war die landespolizeiliche Prüfung des Vorhabens abgeschlossen. Drei Monate nach dieser erteilte der preußische Handelsminister die Erlaubnis zum Bau. Obwohl auf Drevenacker Gemeindegebiet gelegen, erhielt der Bahnhof den Namen „Peddenberg“. Die Weiterführung des Namens der Poststation wird als ein möglicher Grund hierfür angesehen.
Am 1. März 1874 ging der Bahnhof Peddenberg zusammen mit dem Streckenabschnitt Haltern – Wesel in Betrieb. Die Station verfügte zunächst über zwei Hauptgleise für den Zugverkehr und zwei Nebengleise mit Ladestraßen. Ein durchgehendes Hauptgleis bestand zu dieser Zeit noch nicht; die Ausfahrten waren auf beiden Seiten jeweils linksbündig angeordnet. Da die CME den Erfolg der Station erst abwarten wollte, ließ sie nur ein provisorisches Empfangsgebäude errichten. Der eingeschossige Fachwerkbau hatte eine Grundfläche von 166 Quadratmetern und beherbergte auch die Wohnung der Aufsicht. Das Fahrgastaufkommen entwickelte sich in der Anfangszeit vergleichsweise gut: Mit jährlich rund 16.000 verkauften Fahrkarten lag Peddenberg auf einer Stufe mit den Bahnhöfen Schermbeck und Straelen. Angesichts dieser Zahlen entschloss sich die CME noch 1875 zum Bau eines neuen Empfangsgebäudes aus Klinker mit 300 Quadratmetern Grundfläche. Kurze Zeit darauf ließ sie die Zufahrt mit Ulmen, Kastanien und Linden bepflanzen. 1877 wurden zudem die beiden Bahnwärterposten in Kilometer 32,5 und Kilometer 33,1 formal in Stellwerke umgewandelt.
Zum 1. Januar 1880 übernahm der preußische Staat die Verwaltung der CME und überführte diese in die Königliche Eisenbahn-Direction (KED) Cöln rechtsrheinisch. Ab 1895 lag der Bahnhof im Zuständigkeitsbereich der KED Münster. Um den Durchgangsverkehr auf der Venloer Bahn zu beschleunigen, ließ die KED Cöln 1893 die linksbündige Ausfahrt in Richtung Haltern umbauen, sodass das Gleis 1 zum durchgehenden Hauptgleis wurde.
1914 folgte der zweigleisige Ausbau der Strecke, sodass Gleis 2 nun das durchgehende Hauptgleis in Richtung Haltern war. Südlich davon ließ die Direction ein neues Überholgleis 3 anlegen. Um auch lange Güterzüge überholen zu können, zweigte das Überholgleis weit westlich aus Gleis 2 ab, wodurch wiederholt der Bahnübergang in Kilometer 33,1 blockiert war. Im Rahmen des zweigleisigen Ausbaus wurden außerdem die Stellwerke ersetzt. Die in Höhe von Gleis 3 gelegene Ladestraße war einige Jahre zuvor aufgegeben und durch ein weiter südlich gelegenes privates Anschlussgleis der Peddenberger Sandindustrie ersetzt worden. Zudem wurde die nördliche Ladestraße ausgebaut und bis zum westlichen Bahnübergang verlängert. Weitere Baumaßnahmen vor dem Ersten Weltkrieg betrafen die Errichtung einer Absperrung zwischen dem Empfangsgebäude und Gleis 1 und den Neubau eines Beamtenwohnhauses östlich des Empfangsgebäudes. Dieser Ausbauzustand blieb bis in die 1950er Jahre bestehen.
Während des Zweiten Weltkrieges explodierte am 2. Oktober 1944 ein im Bahnhof abgestellter Munitionszug nach einem Luftangriff. Über das Ausmaß des Unglücks liegen keine weitere Angaben vor. Die Strecke selbst war bis 1947 wieder weitgehend hergerichtet. 1948 baute die benachbarte Direktion Essen das zweite Streckengleis Wesel und Drevenack ab. Die Direktion Münster setzte diese Maßnahme auf dem Abschnitt östlich von Drevenack von 1950 bis 1951 um. Einhergehend mit dem Rückbau wurde auch das Überholgleis 3 ausgebaut und die Bahnmeisterei in Drevenack aufgelöst.

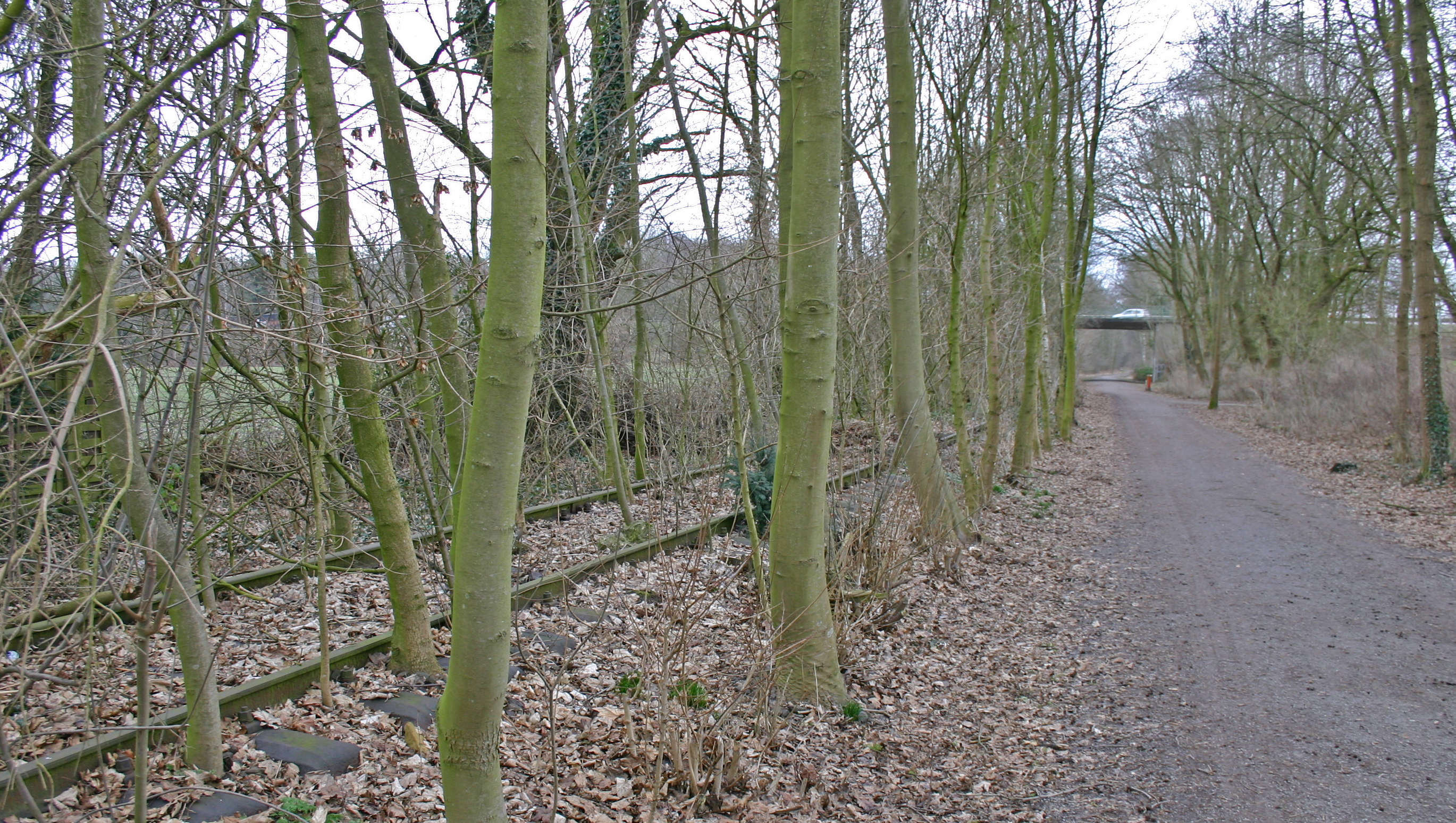
Überreste der Gleisanlage an der Ostausfahrt in Richtung Schermbeck, 2015

1953 stufte die Deutsche Bundesbahn die Venloer Bahn zur Nebenbahn herab und veranlasste den Rückbau der Hauptsignale im Bahnhof. Anstelle der Einfahrsignale wurden Trapeztafeln zur Kennzeichnung der Bahnhofsgrenzen aufgestellt. Um weitere Dienststellen einzusparen, führte die Bundesbahn zum 28. Oktober 1959 den Zugleitbetrieb auf der Strecke ein. Auf eine Besetzung des Weststellwerks Dw konnte damit verzichtet werden; es wurde vermutlich bis 1960 abgerissen. Der Ostturm als Befehlsstellwerk blieb hingegen weiterhin besetzt und war für die Sicherung des Bahnübergangs zuständig. Sechs Jahre nach der Einstellung des Personenverkehrs am 30. September 1962 wurde es geschlossen. Vor dem Bahnübergang wurde mangels technischer Sicherung eine Langsamfahrstelle mit 15 km/h eingerichtet. Der Bahnhof war bis zu diesem Zeitpunkt noch besetzt und gab weiterhin Fahrkarten aus.
Trotz der Einsparungsmaßnahmen ging der Güterverkehr weiter zurück, sodass die Bundesbahn den Tarifpunkt Drevenack zum 26. Mai 1974 aufgab und den Streckenabschnitt von Schermbeck bis Obrighoven bei Wesel stilllegte. Das Streckengleis nach Schermbeck wurde 1976 abgebaut, obwohl die offizielle Stilllegung des Streckenabschnitts erst am 1. Oktober 1985 wirksam wurde. Etwa zehn Jahre nach der Stilllegung ließ die Bundesbahn eines der Beamtenwohnhäuser nach dem Auszug des letzten Mieters abreißen. Als die Bundesbahn um 1989 außerdem die Bahnhofsgleise entfernen lassen wollte, handelte die zuständige Gemeinde Hünxe und stellte das gesamte Areal zum 11. April 1990 unter Denkmalschutz.
Das Empfangsgebäude befindet sich seit 2002 in Privatbesitz, nachdem es die Eigentümer bereits seit 1988 bewohnt hatten. Neben diesem sind das Wohnhaus des Bahnmeisters, ein Güterschuppen, die gepflasterte Zufahrt und Teile der Laderampen und Bahnhofsgleise erhalten geblieben. 2016 stand das Gebäude zum Verkauf.

## Verkehr

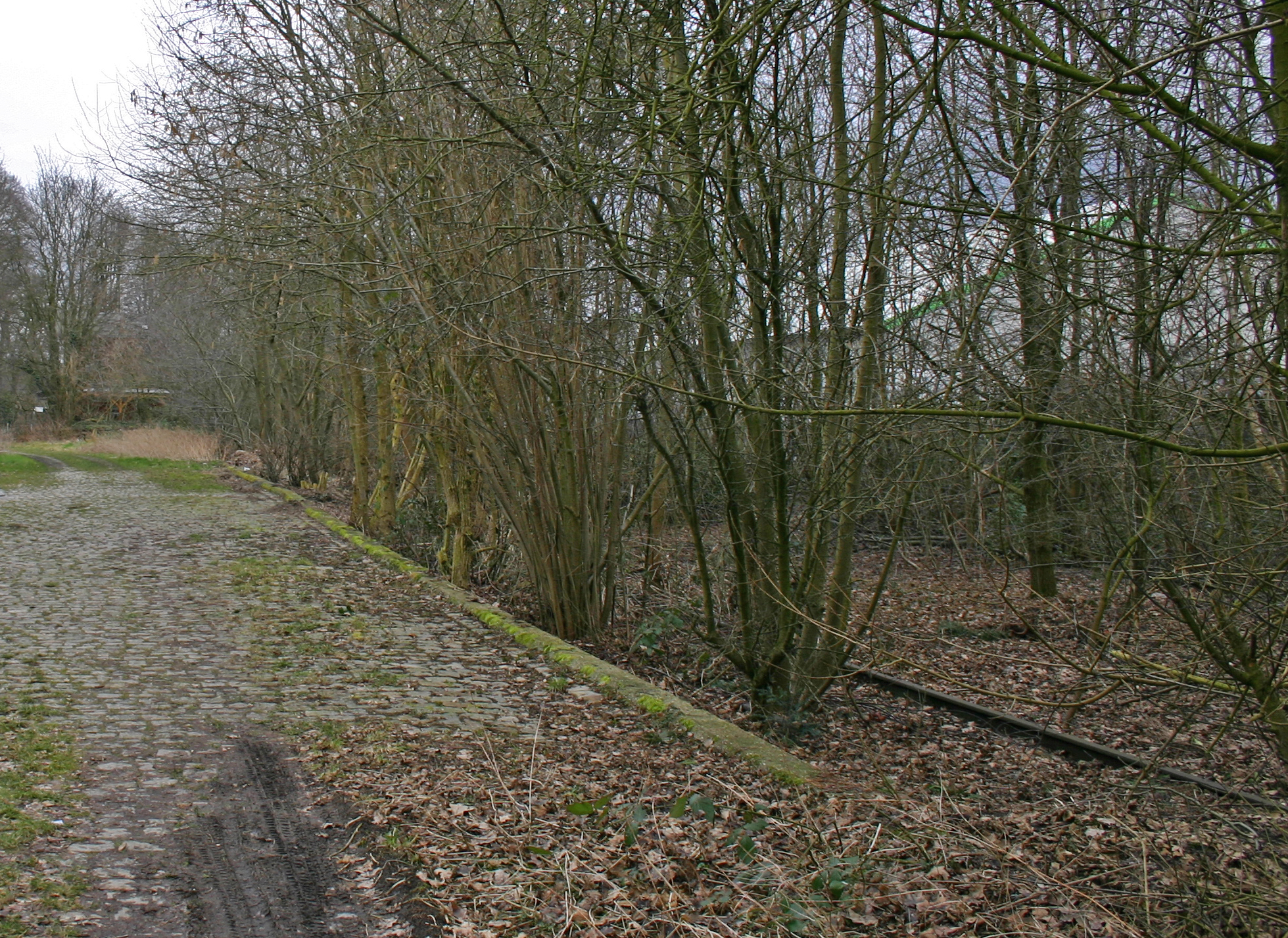
Reste der Ladestraße, 2015

Auf der Strecke fuhren nach der Inbetriebnahme 1874 täglich ein Güterzug- und vier Personenzugpaare, die allesamt Halt in Peddenberg einlegten. 1877 strich die CME bereits einen ersten Lokalzug zwischen Haltern und Wesel wegen zu geringer Auslastung. 1879 legte sie ein zweites Güterzugpaar ein, das auch für den Personentransport freigegeben war. Die Holzverladung machte den größten Teil des Güterumschlags in Peddenberg aus. Ab 1879 verlangte die CME den passenden Zuschnitt der Hölzer auf die Länge eines Güterwagens, um die Auslastung zu erhöhen. Trotz des dadurch gestiegenen Aufkommens war Peddenberg der Bahnhof mit dem geringsten Güteraufkommen an der Venloer Bahn. 1878 verzeichnete der Bahnhof ein Frachtenaufkommen von 3547 Tonnen (2218 t abgehend/1329 t ankommend). Von den Einnahmen gingen 40,2 Prozent für Löhne und Gehälter rauf.
Die KED Cöln rechtsrheinisch und nach folgend die KED Münster weiteten das Angebot nach der Verstaatlichung aus. 1892 wurde ein fünftes Personenzugpaar eingelegt, kurz nach 1900 kam ein sechstes hinzu. Da die Fahrzeiten dieser Züge nicht vollendes befriedigten, kam ab 1904 ein morgendlicher Teilzug von Hervest-Dorsten nach Wesel hinzu. Dieser vor allem dem Schülerverkehr dienende Zug wurde 1906 durch ein siebtes Zugpaar ersetzt. 1912 kam erneut ein Schülerzug von Schermbeck nach Wesel hinzu. Die ab 1880 auf der Strecke verkehrenden Schnellzüge legten in Peddenberg hingegen keinen Halt ein. Mit dem Ausbruch des Ersten Weltkrieges schränkte die Preußische Staatsbahn den Verkehr vorübergehend ein. Ab November 1914 verkehrten wieder fünf Personenzugpaare sowie zwei Schülerzüge von Schermbeck nach Wesel. 1917 schränkte die Staatsbahn das Angebot auf drei Personenzugpaare ein.
Nach Kriegsende kam es infolge der Ruhrbesetzung durch Belgier und Franzosen zur Einstellung des Verkehrs auf der Venloer Bahn zwischen dem 25. Juni und dem 9. Dezember 1923. 1926 verkehrten wieder acht Zugpaare zwischen Haltern und Wesel, von denen sechs in Peddenberg hielten. Die Deutsche Reichsbahn erhöhte die Anzahl bis 1938 auf neun Zugpaare. Hinzu kam ein einzelner Eilzug mit Durchfahrt. Die Schnellzüge wurden in diesem Zeitraum gestrichen. Der Güterverkehr blieb mit zwei Nahgüterzügen weitgehend konstant.
Während des Zweiten Weltkrieges schränkte die Reichsbahn das Angebot nach und nach ein, der letzte Kriegsfahrplan verzeichnete fünf Personenzugpaare. Von Ende März bis Mai/Juni 1945 ruhte der zivile Personenverkehr gänzlich. Anfangs verkehrten drei, später vier Personenzugpaare in Drevenack. Ab 1950 setzte die neu gegründete Bundesbahn werktäglich sieben und sonntags vier Personenzugpaare ein. Durch die beginnende Massenmotorisierung sah sich die Bundesbahn schnell veranlasst, das Angebot weiter auszudünnen. Ab 1953 fuhren lediglich zwei werktägliche Personenzugpaare auf der Strecke. Weitere Einsparungen führten nicht zum Erfolg, sodass die Bundesbahn den Personenverkehr zum 30. September 1962 einstellte.
Da die Weseler Rheinbrücke 1945 zerstört worden war, beschränkte sich der Güterverkehr nach Kriegsende auch nur noch auf lokale Bedürfnisse, sodass ein einzelnes Zugpaar ausreichte. Da sich der Bahnhof Wesel bereits in der Bundesbahndirektion Essen (BD Essen) befand, setzte diese auf der Strecke ihr eigenes Personal ein. Der Wesel kommende Nahgüterzug stellte in Drevenack die weiter nach Osten fahrenden Wagen bereit, das Personal wartete dann die Ankunft des Gegenzuges ab. Ab 1972 verzichtete die Bundesbahn auf dieses Prozedere und teilte die Güterzüge nach Direktion auf. Der Nahgüterzug der BD Münster endete in Drevenack, die Übergabe der BD Essen verkehrte nur noch zwischen Wesel und Obrighoven. Der Abschnitt von Drevenack nach Obrighoven war damit ohne Verkehr. Zwei Jahre später, am 26. Mai 1974 stellte die BD Münster den Verkehr von Schermbeck nach Drevenack ebenfalls ein.